# ヤン・ウルバン
ヤン・ウルバン（ポーランド語: Jan Urban, 1962年5月14日 - ）は、ポーランド・ヤヴォジュノ出身の元サッカー選手、元ポーランド代表のサッカー指導者。現在はエクストラクラサのグールニク・ザブジェの監督を務めている。現役時代のポジションはフォワード。息子のPiotrekも同じくサッカー選手である。

## 経歴

### 選手時代

#### クラブ
ポーランド
貧しい鉱山労働者家族の下で6人兄弟の1人としてヤヴォジュノに生まれた ウルバンは、母国のヴィクトリア・ヤヴォジュノ（Victoria Jaworzno）でキャリアを開始した当初、サッカーをしながら整備士や運転手として働いていた。その後に所属したザグウェンビェ・ソスノヴィエツ（en）とグールニク・ザブジェでプロ選手として活動しており、特に後者のクラブでは、自身のキャリア最高となる1988-99シーズンの17得点を含めて54得点を記録する活躍でリーグ3連覇とスーパーカップ優勝に貢献した。
オサスナ
ザブジェでの優れたパフォーマンスから、1989年8月により競争力の高いリーグであるスペイン1部のCAオサスナと契約 し、クラブ史上最高のストライカーの1人と語り継がれるようになる稀有な活躍を示すことになる。1季目に35試合8得点を挙げると、2季目には、1990年12月30日のエスタディオ・サンティアゴ・ベルナベウでのレアル・マドリード戦（4-0）のハットトリック を含めて34試合13得点を挙げ、UEFAカップ1991-92出場圏内にしてクラブ史上過去最高位となる4位でのシーズンを終了することに貢献した。欧州カップ戦とリーグ戦との二足の草鞋となった2季目は、層の薄いチームにとって過酷なものであったためにリーグ戦で降格の危機に喘いでいたが、その中でウルバンは12得点を挙げて再度チーム最多の得点源として活躍し、残留に貢献した。UEFAカップの2回戦では、同シーズンのドイツ1部王者となるVfBシュトゥットガルトとのメルセデス・ベンツ・アレーナでの第2戦（3-2）で2得点を挙げる活躍を見せた。
1992-93シーズンは、同胞のロマン・コセツキ（en）と前線でコンビを組んで7得点を記録。しかし、翌1993-94シーズンになると、別のポーランド人コンビのリシャルト・スタニエク（en）とヤツェク・ジオベール（en）に先発の座を奪われ、また、チームはシーズン終了時に2部へ降格する悲惨なシーズンとなった。なお、ウルバンはチーム2位となる5得点を記録した。1994-95シーズンはホセ・フランシスコ・ロホ（en）監督の下で2部でのプレーとなり、冬の移籍市場でレアル・バリャドリードと契約して1部の舞台へ戻った までの間に12試合3得点を記録した。
晩年
バジャドリードではセンターバックに転向したことで本職のセンターフォワードでの仕事は少なく、21試合の出場に対して僅か3得点に終わった。また、チームは19位で降格したかに思われたが、同1994-95シーズン終了後の騒動によって翌1995-96シーズンは22クラブに拡大となったことで最下位である20位のCDログロニェスの1チームのみが降格となり、最終的にバリャドリードは1部残留が決定した。しかし、ウルバン自身はバジャドリードから放出され、1995年9月11日にCDトレドと契約したことで2部でのプレーとなった。トレドでは、33歳の高齢ながらチーム2位となる33試合6得点を挙げて良いシーズンを過ごした。
CDトレド退団後は、長年活動したスペインの地を離れてドイツ2部のVfBオルデンブルク（en）と契約。1998年から古巣のグールニク・ザブジェで1シーズンを過ごし、36歳の時に現役引退した。

#### 代表
ポーランド代表としては、6年間で57試合7得点を記録し、1986 FIFAワールドカップでベスト16のメキシコ戦までの4試合全てに出場（うち先発3試合）した。

### 指導者
現役引退後はパンプローナに定住したウルバンは、同市内にあるCAオサスナの下部組織で指導者としてのキャリアを開始し、2001年にチームをコパ・デ・カンペオネス・フベニール優勝に導く。2003-04及び2004-05シーズンは、3部を戦う同クラブのリザーブチームを指導。その後は、同クラブの運営に参加し、2007年6月にレギア・ワルシャワの監督に就任するためにクラブを去った。
2007年6月4日に強豪レギア・ワルシャワの監督に就任 すると、かつて指導したイニャキ・アスティス（en）を始めとしたオサスナから3選手を獲得した。また、UEFA EURO 2008期間中はレオ・ベーンハッカー監督率いるポーランド代表のアシスタントを務めた。
2010年3月14日にレギア・ワルシャワを解雇となる と、同年の10月29日から12月10日までポロニア・ビトムの指導をした。2011年3月10日には、マレク・バヨル（en）監督の後任としてザグウェンビェ・ルビンと契約したが、成績不振により同年10月31日にパヴェル・ハパル（en）監督に置き換えられた。2012年5月30日からは再度レギア・ワルシャワの監督に就任し、2012-13シーズンにリーグとカップの2冠を達成してリーグの年間最優秀監督に選出された。しかし、2013年12月18日のグールニク・ザブジェとのカップ戦（1-3）で敗退が契機となって翌19日にヘニング・ベルグ監督に置き換えられた。

## タイトル

### 選手時代
クラブ
グールニク・ザブジェ
- エクストラクラサ : 1985-86, 1986-87, 1987-88
- ポーランド・スーパーカップ（英語版） : 1988

### 指導者
クラブ
CAオサスナ U-18
- コパ・デ・カンペオネス・フベニール : 2000-01

レギア・ワルシャワ
- エクストラクラサ : 2012-13
- ポーランド・カップ : 2007-08, 2012-13
- ポーランド・スーパーカップ（英語版） : 2008

個人
- ポーランド年間最優秀選手賞（英語版）年間最優秀監督部門 : 2013